# Немецкие листовки с Яковом Джугашвили

Немецкая листовка 1941 года, использовавшая Якова Джугашвили в целях пропаганды плена.

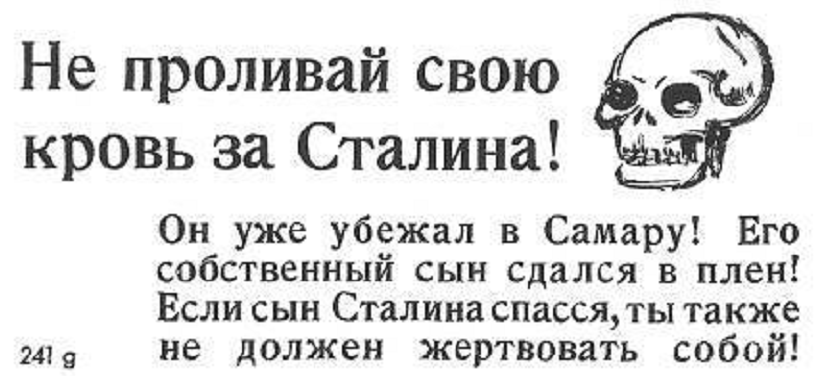
Пропагандистская немецкая листовка, с упоминанием сына Сталина, 1941 год.

«Немецкие листовки с Яковом Джугашвили» — двусторонние пропагандистские листовки нацистской Германии, широко распространявшиеся вооружёнными силами Германии на территории Союза ССР в первые годы Великой Отечественной войны.
Чаще всего, с одной стороны листовки располагались призывы сдаваться в плен и фотографии сына И. В. Сталина Я. И. Джугашвили, с другой стороны листовки была преимущественно текстовая агитационная информация с «пропуском в плен».

## Содержание, предназначение и результат
В содержание листовок, кроме фотографии Якова Джугашвили, часто в сопровождении немецких офицеров, входил обычный для такого рода агитации «пропуск в плен» с изображением нацистской символики, а также соответствующее обращение, подкреплённое копией рукописного письма Якова к отцу.
Пропагандистское распространение немецких листовок с изображением жизни Якова Джугашвили в плену производилось Вермахтом для психологического воздействия на бойцов Красной Армии, с целью стимулирования их к «спасительному» получению статуса советского военнопленного на личном примере сына Иосифа Сталина.
На начальных этапах войны расчёт немецкого командования частично оправдался, пленение в июле 1941 года сына самого Сталина стало для них настоящей удачей: некоторые советские солдаты сдавались в плен, узнав о пленении сына Сталина, чему способствовала и трудная военная ситуация.

## Версии о происхождении
Большинство исследователей пришли к мнению, что:

В плен попал старший сын Сталина Яков, и хотя он вел себя в плену мужественно, но немцы скрытой камерой наделали его фотографий, смонтировали из них коллажи и в виде листовок засыпали ими наши войска, задавая ехидный вопрос: «Сын Сталина уже сдался в плен, а вы чего ждете?»— «Последний бой Василия Сталина», книга.

## Реакция советских солдат
Некоторые[кто?] писатели и публицисты считают, что листовка производила должный эффект.
Историк Николай Зенькович указывает на то, что немецкие листовки с Яковом Джугашвили оказывали серьёзное разлагающее воздействие на красноармейцев: 

«Дело в том, что листовки, подобные той, которую переслал Жданов, были напечатаны в огромных количествах и, как рассказывали участники начального периода войны, распространялись на разных фронтах. Оказывали ли они какое-либо воздействие на красноармейцев? По свидетельствам многих, оказывали. Особенно на бойцов, попавших в окружение. Если уж сын самого Сталина сдался и ему ничего плохого не сделали, то разве будут победители сводить счёты с каким-то там рядовым пехотинцем?»
Журналист Андрей Николаев утверждает, что информация с листовки воспринималась солдатами Красной армии как убийственный факт, учитывая тяжесть общей военной ситуации в первые годы войны. Владимир Мединский считает сомнительным эффект от использования образа сына Сталина в агитации, в том числе и в листовках, так как почти никто из бойцов Красной армии не знал, как выглядит Яков Джугашвили.
По свидетельству очевидцев, информация с немецких листовок о пленении сына Верховного главнокомандующего была настолько ошеломляющей, что на первый взгляд, казалась ложью геббельсовской пропаганды. Например, по воспоминаниям актёра Юрия Никулина, многие советские солдаты не верили в подобное и считали листовку дезинформацией. Редактор Артём Драбкин опубликовал в одном из своих военных сборников воспоминания очевидца Елены Карповой, которая утверждала, что фотографии сына Сталина в компании с «сыном Молотова» с листовок вызывали недоверие у солдат Красной армии. Фронтовик Василий Чуркин вспоминал, что немецкие листовки с Яковом Джугашвили не производили на новобранцев никакого эффекта. Участник войны, политрук Степан Бардин так описывал реакцию бойцов на листовку в конце июля и в начале августа 1941:

Мало того, что эта состряпанная на геббельсовской пропагандистской кухне листовка призывала прекратить сопротивление, поскольку, мол, немецкие вооружённые силы намного превосходят вооружённые силы Советского Союза, под ней стояла искусно воспроизведённая подпись сына Сталина — артиллериста Якова Джугашвили. Ополченцы понимали, что эта листовка — гнусная, грязная и грубо сработанная фальшивка. Мы допускали, что сын Сталина мог попасть в плен, но не допускали и мысли, чтобы он мог поставить свою подпись под предательским призывом. Что и говорить, листовка эта произвела тяжёлое впечатление. Но из откровенных разговоров с бойцами и командирами я вынес твёрдое убеждение, что они восприняли и оценили её именно как вражескую диверсионно-идеологическую атаку, цель которой — посеять в наших рядах сомнения, неверие, сломить силу духа защитников Ленинграда. — «И штатские надели шинели», книга.
Не только взрослые, но и подростки, подбиравшие листовки, не могли поверить в то, что пленение сына Сталина вообще возможно.

## Спорные вопросы и современные оценки
Листовки с изображением Якова Джугашвили вызвали подозрения в подлинности фотографий. Так, журналист Алексей Пиманов обращает внимание на то, что на листовках присутствуют следы монтажа, например, свет и тень падают в разные стороны, необычен стиль письма Якова к отцу, составляющий текстовую часть листовки. Внучка Сталина Галина Джугашвили уверена, что размещённые на немецких листовках фотографии её отца были подделаны путём монтажа агитационными службами вермахта. Журнал «Огонёк» предлагал в одной из своих статей дополнительно расследовать запутанную ситуацию с листовками, в частности и с пленением Якова Джугашвили вообще.
Несмотря на успешное, в целом, использование немцами образа «удачно сдавшегося» в плен сына Сталина, не все вражеские листовки были убедительными. К примеру, главная немецкая листовка 1941 года «Бей жида-политрука, морда просит кирпича!» критиковалась сотрудничавшим с немецкими властями писателем Анатолием Макриди за топорный подход к пропагандистской работе.

## В искусстве
- Историк Николай Зенькович отмечает многочисленные литературные вымыслы, в которых Сталину приносят листовку с изображением сына, но указывает на подлинность письма Якова[20].
- Журналист Яков Сухотин написал книгу «Сын Сталина: Жизнь и гибель Я. Джугашвили» с подробным описанием немецких листовок с Яковом Джугашвили.